# Änglavingar
För andra betydelser, se Änglavingar (olika betydelser).
| Exempel på änglavingar hos myskanka. |  | Exempel på änglavingar hos myskanka. |
| Exempel på änglavingar hos myskanka. |  |                                      |

Änglavingar är ett obotligt anatomiskt syndrom som drabbar sjöfåglar, främst gäss, änder och svanar, där den yttersta vingleden är vriden så att vingfjädrarna pekar ut horisontellt, istället för att ligga utmed kroppen hos den sittande fågeln. Den vänstra vingen har större benägenhet att påverkas än den högra, hanar kan ha större benägenhet att utveckla detta syndrom än honor, och fågeln drabbas av det som ung.
Det finns ett antal orsaker till att fågeln drabbas av änglavingar. Främst beror det på en felaktigt sammansatt kost där en för kaloririk föda, speciellt rik på protein och fattig på vitamin D, vitamin E och mangan, kan leda till att vingleden underutvecklas och därmed missbildas. Det finns också indikationer på att en för snabb tillväxt hos fågelarter som i vilt tillstånd lever i tempererat eller tropiskt klimat och som naturligt är långsamväxande kan drabbas av syndromet. Andra faktorer som föreslagit kunna spela in är omständigheterna under ruvningen, fysiska skador och genetiska faktorer.  
Det är främst fåglar som hålls av människan som drabbas av änglavingar. Vilda fåglar som drabbas är oftare sådana som matas av människan. I det vilda blir individer med änglavingar sällan gamla eftersom de nästan alltid helt mister flygförmågan.